# Marsdenia flavida
Marsdenia flavida är en oleanderväxtart som beskrevs av P.I. Forster. Marsdenia flavida ingår i släktet Marsdenia och familjen oleanderväxter. Inga underarter finns listade i Catalogue of Life.